# ادارمالانس
ادارمالانس (به لاتین: Adarmalane) یک سکونتگاه مسکونی در مالی است که در استان تومبوکتو واقع شده‌است.

## خصوصیات
ادارمالانس ۲۵۰ کیلومترمربع مساحت و ۱٬۷۹۰ نفر جمعیت دارد.